# Jan Lundgren
Jan Lundgren, født 22. marts 1966 i Olofström, Blekinge, og bosat i Ystad siden 2005, er en internationalt anerkendt svensk jazzmusiker. Han er pianist, komponist og ekstern lektor ved Malmö Musikkonservatorium, hvor han har undervist siden efteråret 1991. Ligesom han er kunstnerisk leder af Ystad Sweden Jazz Festival, Ystad Winter Piano Fest, og Jazzhus Montmartre i København. Jan Lundgren er en Steinway-kunstner og har vundet mange priser for sin musik. Han turnerer regelmæssigt international og har kontrakt med det tyske pladeselskab ACT. Jan Lundgren er medlem af Kungl. Musikaliska Akademien.

## Biografi
Jan Lundgren blev født i Olofström og voksede op i Ronneby. Ha begyndte at spille klaver i en alder af fem år, og besluttede i slutningen af teenageårene at blive professional musiker. Efter han afsluttede sin uddannelse ved Malmøs konservatorium begyndte han at opbygge en karriere som pianist på den svenske jazzscene. Indledningsvis var han ofte sideman i forskellige sammenhænge og stilarter, og samarbejdet med mange velkendte svenske musikere. I takt med, at hans karriere tog fart begyndte han at fokusere på at arbejde som solist og udviklede kunstneriske samarbejder som eksempelvis svenske jazzmusikere som Arne Domnérus, Putte Wickman og Rune Gustafsson og fik herigennem en grundlæggende rod i den svenske jazztradition. Det var Arne Domnérus som opdagede Jan Lundgrens talenter.
Jan Lungrens internationale karriere begyndte i mid-1990’erne, da det første album i hans egen navn, Conclusion, blev udgivet i 1994 i Europa, Nordamerika og Japan. Hans første kontakter med den amerikanske jazzscene blev udviklet via saxofonisten Herb Geller og førte til et tæt samarbejde med Dick Bank, som var producer for Fresh Sound Records.
I 1995 stiftede han Jan Lundgren Trio med bassisten Mattias Svensson and trommeslageren Rasmus Kihlberg. Trioens gennembrud kom med albummet Swedish Standards i 1997, som vandt Orkesterjournalen’s ”Gyllene skivan” pris som Årets Bedste Jazz Album. I 2000 blev Jan Lundgren den første skandinaviske jazz pianist nogensinde til at spille i Carnegie Hall i New York, da hans trio deltog i koncertrækken “Swedish Jazz Salutes the USA”.
I løbet af 2000-tallet fortsatte hans internationale karriere med at udvikle sig, og hans kunstneriske udvikling blev bredere og dybere. I det første årti lagde Jan Lundgren stor vægt på hans trio. Efterfølgende blev han involveret i adskillige andre sammengænge og begyndte også at komponere sin egen musik. Gennem sin karriere har han tilstræbt at og initieret kunstneriske samarbejder både på scenen og i studiet. Dette har ført til koncertserier som Mare Nostrum med Paolo Fresu og Richard Galliano, Magnum Mysterium med Gustaf Sjökvists kammerkor og Lars Danielsson, Jan Lundgren Trio med Mattias Svensson and Zoltán Csörsz, Jazz på svenskt vis med Jan Lundgren Trio & Göteborg Wind Orchestra, Potsdamer Quartet med Jukka Perko, Dan Berglund og Morten Lund, A Tribute to Jan Johansson med Mattias Svensson og strygekvartetten Kristallen med Nils Landgren, og Into the Night med Lars Danielsson and Émile Parisien.

### Samarbejder

#### Samarbejder initieret før 2000
Svenske kunstnere
Jazz: Karl-Martin Almqvist, Peter Asplund, Hans Backenroth, Anders Bergcrantz, Arne Domnérus, Lars Erstrand, Rune Gustafsson, Rasmus Kihlberg, Gunnar “Siljabloo” Nilsson, Mattias Svensson, Viktoria Tolstoy, Ulf Wakenius, Putte Wickman, Monica Zetterlund.
Pop: Povel Ramel, Sylvia Vrethammar.
Internationale kunstnere
Eric Alexander, Joe Ascione, Benny Bailey, Chuck Berghofer, Deborah Brown, Conte Candoli, Dave Carpenter, Billy Drummond, Art Farmer, Herb Geller, Benny Golson, Johnny Griffin, Vincent Herring, Paul Kreibich, Joe LaBarbera, Jesper Lundgaard, Katrine Madsen, Bill Perkins, Rich Perry, Alex Riel, Peter Washington.

#### Samarbejder initieret efter 2000
Svenske kunstnere
Jazz: Miriam Aida, Hans Backenroth, Dan Berglund, Lars Danielsson, Ronnie Gardiner, Bengt Hallberg, Nils Landgren, Klas Lindquist, Carin Lundin, Georg Riedel, Zoltán Csörsz, Hannah Svensson, Ewan Svensson, Jojje Wadenius.
Verdensmusik: Bengan Janson, Filip Jers, Ale Möller.
Klassisk: Håkan Hardenberger, Gustaf Sjökvist, Göran Söllscher.
Pop: Pernilla Andersson, Marit Bergman, Jason Diakité, Göran Fristorp, LaGaylia Frazier, Hayati Kafe, Lill Lindfors, Edda Magnason, Michael Saxell.
Svenske forfattere og skuespillere
Pernilla August, Jacques Werup.
Internationale kunstnere
Harry Allen, Arild Andersen, Jacob Fischer, Paolo Fresu, Richard Galliano, Nico Gori, Wolfgang Haffner, Scott Hamilton, Pete Jolly, Stacey Kent, Trudy Kerr, Rebecca Kilgore, Lee Konitz, Morten Lund, Grégoire Maret, Charlie Mariano, Andy Martin, James Moody, Cæcilie Norby, Émile Parisien, Clarence Penn, Jukka Perko, Yosuke Sato, Janis Siegel, Clark Terry, Tom Warrington, Kenny Washington.

### Steinway Artist
I 2007 blev Jan Lundgren den første skandinaviske jazzpianist udnævnt som “Steinway Artist” af det berømte piano-selskab Steinway & Sons. Det kendte selskab blev stiftet i New York af Henry E. Steinway i 1853.

## Ystad Sweden Jazz Festival
Jan Lundgren er kunstnerisk leder af Ystad Sweden Jazz Festival, en årlig jazzfestival der afholdes i slutningen af juli og begyndelsen af august. Festivalen blev stiftet i 2010 af Jan Lundgren og Thomas Lantz. Ystad Jazz Festival modtog Ystad Kommunes kulturpris i 2021. Tidligere samme år udnævnte den nationale jazz-sammenslutning ”Svensk Jazz” Ystad kommune som årets Jazz-kommune.

## Ystad Winter Piano Fest
Jan Lundgren er initiativtager og kunstnerisk leder af Ystad Winter Piano Fest, Sveriges første klaverfestival nogensinde. Den første festival blev afholdt 27–28. december 2021. Pianister som optrådte på festivalen var: Nik Bärtsch, Jacob Karlzon, Jan Lundgren, Marialy Pacheco, Iiro Rantala og Johanna Summer.

## Jazzhus Montmartre
Siden december 2016 har Jan Lundgren også været kunstnerisk leder af den internationalt berømte jazzklub Jazzhus Montmartre i Copenhagen. Jazzklubben åbnede i 1959 og har huset legendariske kunstnere som Chet Baker, Stan Getz, Dexter Gordon og Ben Webster.

## Udvalgte priser
1993: Thore Swanerud Scholarship.
1994: Harry Arnold Scholarship.
1994: Radio Sweden’s prize Jazzkatten in the Jazz Musician of the Year category.
1995: Topsys tusenkrona – Nalen Foundation.
1995: City of Malmö Culture Scholarship.
1998: Orkesterjournalen’s prize Gyllene skivan for Swedish Standards (udgivet 1997).
2000: Jan Johansson Scholarship.
2008: Django d’Or Contemporary Star of Jazz.
2010: Thore Ehrling Scholarship.
2010: Region Blekinge Culture Prize.
2012: Region Skåne Culture Prize.
2013: Jazz Journal – Jazz Record of the Year – Critics’ Poll for Together Again at the Jazz Bakery (udgivet 2012).
2013: Ystad Municipality Culture Prize.
2015: Jazz Journal – Jazz Record of the Year – Critics’ Poll for All by Myself (udgivet 2014).
2019: Ellen & Svend Asmussen Award.
2020: Danish-Swedish Culture Fund Prize.

## Kompositioner
Jan Lundgrens dybe kendskab til både europæisk og amerikansk jazztradition, og hans nysgerrighed om forskellige indflydelser og stilarter, danner en vigtig basis for hans musikalske aktiviteter. Han har skrevet kompositioner siden 1980’erne – sammenlagt over 200 titler, og disse har været indspillet siden 1990erne.

### Udgivet nodemusik
“Jan Lundgren Collection” (Hal Leonard/Bosworth Edition/ACT), udgivet i 2021, indeholder 20 originale kompositioner af Jan Lundgren:
1. Blekinge
2. Blue Silence
3. Dance of Masja
4. Farväl
5. Leklåt
6. Love in Return
7. Love Land
8. Lycklig resa
9. The Magic Stroll
10. Mare Nostrum
11. Never Too Late
12. No. 9
13. On the Banks of the Seine 14. Open Your Mind
15. The Poet
16. Potsdamer Platz
17. Ronneby
18. The Seagull
19. Song for Jörgen
20. Years Ahead

### Udvalgte kompositioner
A Dog Named Jazze (album: Into the Night, ACT, 2021)
A Touch of You (album: A Touch of You, Alfa, 2003)
Almas Vaggvisa (album: I Love Jan Lundgren Trio, Figaro Music, 2014)
Bird of Passage (album: Bird of Passage, Four Leaf Clover Records, 1995)
Blekinge (album: Kristallen, ACT, 2020)
Blue Silence (album: Mare Nostrum II, ACT, 2016)
Bullet Train (album: Potsdamer Platz, ACT, 2017)
Conclusion (album: Conclusion, Four Leaf Clover Records, 1994)
Dance of Masja (album: Potsdamer Platz, ACT, 2017)
Farväl (album: Mare Nostrum II, ACT, 2016)
Flowers of Sendai (album: Flowers of Sendai, Bee Jazz, 2014)
Hidden Truth (album: I Love Jan Lundgren Trio, Figaro Music, 2014)
I Do (album: Into the Night, ACT, 2021)
Into the Night (album: Into the Night, ACT, 2021)
Leklåt (album: Mare Nostrum II, ACT, 2016)
Love in Return (Mare Nostrum III, ACT, 2019)
Love Land (album: Bengan Janson–Jan Lundgren–Ulf Wakenius, Ladybird, 2011; Mare Nostrum III, ACT, 2019)
Lycklig resa (album: Potsdamer Platz, ACT, 2017)
Man in the Fog (album: Man in the Fog, Bee Jazz, 2013)
Mare Nostrum (album: Mare Nostrum, ACT, 2007)
M.Z. (album: Lockrop, Gemini Records, 2006)
Never Too Late (album: Potsdamer Platz, ACT, 2017)
No. 9 (album: Potsdamer Platz, ACT, 2017)
On the Banks of the Seine (album: Potsdamer Platz, ACT, 2017)
Open Your Mind (album: Mare Nostrum, ACT, 2007)
Parfait Amour (album: Flowers of Sendai, Bee Jazz, 2014)
Potsdamer Platz (album: Potsdamer Platz, ACT, 2017)
Ronneby (Mare Nostrum III, ACT, 2019)
Second Time First (album: We Will Always Be Together, Gazell, 2004)
Short Life (album: Conclusion, Four Leaf Clover Records, 1994)
Song for Jörgen (album: Potsdamer Platz, ACT, 2017)
Stenhuggarens visa (album: Lockrop, Gemini Records, 2006)
The Expatriate (album: For Listeners Only, Sittel Records, 2001)
The Longest Night (album: Back 2 Back, Volenza, 2011)
The Magic Stroll (album: Mare Nostrum III, ACT, 2019)
The Poet (album: Potsdamer Platz, ACT, 2017)
The Seagull (album: Mare Nostrum, ACT, 2007)
Time to Leave Again (album: For Listeners Only, Sittel Records, 2001)
Twelve Tone Rag (album: Potsdamer Platz, ACT, 2017)
View of P (album: Man in the Fog, Bee Jazz Records, 2013)
Years Ahead (album: Mare Nostrum, ACT, 2007)

## Indspilninger
Siden 1994 har Jan Lundgren indspillet over 50 plader under eget navn eller som hovednavn i forskellige konstellationer. Siden 2007 har han hovedsageligt indspillet plader for det tyske pladeselskab ACT. Han har deltaget på over 150 plader fra andre selskaber, herunder Fresh Sound (Spanien), Marshmallow (Japan), Sittel (Sverige), Four Leaf Clover (Sverige), Volenza (Sverige), Alfa (Japan), Gemini (Norge) and Bee Jazz (Frankrig).
Udvalgte plader: Conclusion (1994), Swedish Standards (1997), Svenska landskap (2003), In New York (2005), Mare Nostrum (2007; første album i Mare Nostrum serien med Paolo Fresu and Richard Galliano, som inden 2014 havde solgt over 50 000 eksemplarer), Magnum Mysterium (2007), European Standards (2009), Back 2 Back (2011) med Bengt Hallberg, Together Again at the Jazz Bakery (2012) med Chuck Berghofer and Joe LaBarbera, Man in the Fog (2013), All by Myself (2015), The Ystad Concert: A Tribute to Jan Johansson (2016) med Bonfiglioli Weber String Quartet og Mattias Svensson, Potsdamer Platz (2017) med Jukka Perko, Dan Berglund og Morten Lund, Kristallen(2020) med Nils Landgren, Into the Night (2021) med Lars Danielsson og Émile Parisien.
Jan Lundgren har arbejdet som producer for John Venkiah Trio (Things Change), Fanny Gunnarsson Quartet (Same Eyes as You) og Hannah Svensson (Each Little Moment), alle på Volenza-pladeselskabet. Han har også produceret adskillige af sine egne plader.

### Diskografi
- 1994 – Conclusion (Four Leaf Clover)
- 1994 – Stockholm-Get-Together (Fresh Sound)
- 1995 – New York Calling (Alfa)
- 1996 – Bird of Passage (Four Leaf Clover)
- 1996 – California Connection (Fresh Sound-Four Leaf Clover)
- 1996 – Cooking! At the Jazz Bakery (Fresh Sound)
- 1997 – Swedish Standards (Sittel, re-released by ACT, 2009)
- 1998 – A Touch of You (Alfa)
- 1999 – Something to Live For (Sittel)
- 2000 – For Listeners Only (Sittel)
- 2001 – Jan Lundgren Trio Plays the Music of Victor Young (Sittel)
- 2001 – Lonely One (Marshmallow)
- 2001 – Collaboration with Pete Jolly (Fresh Sound)
- 2001 – Presents Miriam Aida & Fredrik Kronkvist (Sittel)
- 2002 – Charade (Marshmallow)
- 2002 – Jan Lundgren Trio Plays the Music of Jule Styne (Sittel)
- 2003 – Perfidia (Marshmallow)
- 2003 – Svenska landskap [aka Landscapes] (Sittel)
- 2003 – Blue Lights (Marshmallow)
- 2003 – Celebrating the Music of Matt Dennis (Fresh Sound)
- 2004 – Les Parapluies de Cherbourg (Marshmallow)
- 2004 – En sommarkonsert (with Putte Wickman and Göran Fristorp)
- 2004 – We Will Always Be Together with Putte Wickman (Gazell)
- 2005 – In New York (Marshmallow)
- 2005 – An Intimate Salute to Frankie with Putte Wickman (Gazell)
- 2006 – Lockrop with Georg Riedel (Gemini)
- 2006 – Plays Cole Porter Love Songs (Marshmallow)
- 2006 – History of Piano Jazz [solo piano] (Fagerdala Event)
- 2006 – How About You' with Andy Martin (Fresh Sound)
- 2007 – A Swinging Rendezvous (Marshmallow)
- 2007 – Mare Nostrum with Paolo Fresu & Richard Galliano (ACT)
- 2007 – Magnum Mysterium (ACT)
- 2008 – Soft Summer Breeze (Marshmallow)
- 2009 – European Standards with Mattias Svensson & Zoltan Csörsz Jr (ACT)
- 2009 – Jul på Svenska with Georg Wadenius & Arild Andersen (EMI)
- 2010 – Too Darn Hot (Volenza)
- 2011 – Back 2 Back with Bengt Hallberg (Volenza)
- 2011 – Together Again ...At The Jazz Bakery with Chuck Berghofer & Joe La Barbera (Fresh Sound)>
- 2012 – Until It’s Time with LaGaylia Frazier (Prophone)
- 2013 – Man in the Fog [solo piano] (Bee Jazz)
- 2013 – Jul på Norska with Georg Wadenius & Arild Andersen (EMI)
- 2013 – I Love Jan Lundgren Trio with Mattias Svensson & Zoltan Csörsz Jr (Figaro)
- 2014 – Flowers of Sendai with Mattias Svensson & Zoltan Csörsz Jr (Bee Jazz)
- 2014 – All By Myself [solo piano] (Fresh Sound)
- 2014 – Quietly There with Harry Allen (Stunt)
- 2015 – A Retrospective [compilation] (Fresh Sound)
- 2016 – The Ystad Concert: A Tribute to Jan Johansson with Mattias Svensson & Bonfiglioli Weber String Quartet (ACT)
- 2016 – Mare Nostrum II' with Paolo Fresu & Richard Galliano (ACT)
- 2017 – Potsdamer Platz (ACT)
- 2019 – Mare Nostrum III med Paolo Fresu & Richard Galliano (ACT)
- 2020 – Kristallen med Nils Landgren (ACT)
- 2021 – Into the Night med Lars Danielsson & Émile Parisien (ACT)

Se Jan Lundgren Discography samlet af Gerard Bielderman, Eurojazz Discos No. 191.